# Баиле Тушнад
Баиле Тушнад (рум. Băile Tușnad) или Тушнадфирде (мађ. Tusnádfürdő) је варош у жупанији Харгита у Румунији. Налази се у источном делу историјске покрајине Трансилваније. Према попису из 2021. године имала је 1.372 становника.
Варош се простире на површини од 1,89 km².

## Становништво
| 1977. | 1992. | 2002. | 2011. | 2021. |
| ----- | ----- | ----- | ----- | ----- |
| 1.880 | 1.969 | 1.728 | 1.641 | 1.372 |

Варош Баиле Тушнад је на попису 2021. године имала 1.372 становника, за 269 мање (-16,39%) од претходног пописа 2011. године када је било 1.641 становника. Већину становништва чине Мађари са 83,24% укупног становништва, док Румуни чине 7,65%.
| Етнички састав према попису из 2021.‍ | Етнички састав према попису из 2021.‍ | Етнички састав према попису из 2021.‍ | Етнички састав према попису из 2021.‍ | Етнички састав према попису из 2021.‍ |
| ------------------------------------ | ------------------------------------ | ------------------------------------ | ------------------------------------ | ------------------------------------ |
|                                      |                                      |                                      |                                      |                                      |
| Мађари                               | Мађари                               |                                      | 1.142                                | 83,24%                               |
| Румуни                               | Румуни                               |                                      | 105                                  | 7,65%                                |
| Роми                                 | Роми                                 |                                      | 12                                   | 0,87%                                |
| Остали и непознато                   | Остали и непознато                   |                                      | 113                                  | 8,24%                                |

## Побратимљена насеља
Баиле Тушнад је побратимљен са следећим насељима:
- Балатоналмади, Мађарска
- Бичке, Мађарска
- Бачко Петрово Село, Србија
- Будимпешта XVIII округ, Мађарска
- Јаношхалма, Мађарска
- Јаскарајене, Мађарска
- Орошхаза, Мађарска
- Таб, Мађарска
- Тјешедиково, Словачка
- Харкањ, Мађарска
- Шаруд, Мађарска